# Interface de prestation de service
Pour les articles homonymes, voir SPI.
Une interface de prestation de service ou SPI (Service Provider Interface) est une technique de programmation permettant la substitution de composants sans changer d'interface.
Les interfaces de prestation de service sont souvent utilisées en programmation orientée objet sous Java pour des composants permettant la liaison aux systèmes de gestion de base de données, la gestion des documents XML, la gestion des différents formats d'images, etc.